# Wafa Loubiri
Wafa Loubiri, née le 18 juin 1995 à Kairouan, est une joueuse tunisienne de basket-ball évoluant au poste de meneuse.

## Carrière
Wafa Loubiri termine dixième du championnat d'Afrique 2017 à Bamako avec l'équipe de Tunisie.
Elle fait partie des douze joueuses tunisiennes sélectionnées pour participer au championnat d'Afrique 2019 se déroulant à Dakar ; la Tunisie termine douzième du tournoi. Elle dispute ensuite le championnat d'Afrique 2021 se déroulant à Yaoundé, terminant à la onzième place.
Elle évolue en club à l'Étoile sportive du Sahel.